# Fertilizare in vitro
Fertilizarea in vitro (FIV) este o componentă a Reproducerii Umane Asistate Medical (RUAM), și reprezintă un proces prin care spermatozoidul bărbatului, fecundează ovulul femeii în laborator. Acolo se formează embrionul care este transferat în uterul mamei, în general la 72 ore de la concepție. Fertilizarea nu intervine în complexul genetic al copilului, astfel că între fătul creat in vitro și fătul procreat natural nu apar deosebiri ale dezvoltării. Atunci când toate celelalte metode de concepție nu mai pot fi aplicate, FIV este ultima soluție pentru femeia sterilă sau bărbatul steril.
Punerea la punct și utilizarea acestui procedeu în tratarea infertilității la om a fost realizată de către medicul britanic sir Robert Geoffrey Edwards, permițând nașterea, la 25 iulie 1978, în clinica Bourn Hall din Londra, a primului copil conceput prin acest procedeu, Louise Joy Brown.
Fertilizarea in vitro a devenit ulterior o metodă răspândită de tratare a infertilității,iar Edwards a primit în 2010 Premiul Nobel pentru Fiziologie sau Medicină „pentru dezvoltarea fertilizării in vitro”.

## Fertilizarea in vitro în România
Fertilizarea in vitro este practicată și în România din anul 1993.
Aproape 4.000 de cupluri de români vor, anual, să apeleze la această procedură.
În anul 2008 existau 10 centre medicale unde se practică fertilizarea in vitro.

## Metode

### Stimulare ovariană
Înainte de fertilizarea in vitro , dezvoltarea foliculilor în ovare este în general stimulată în a treia zi de menstruație prin tratamente hormonale. Injecțiile cu gonadotropină (de obicei analogi FSH ) sunt utilizate la majoritatea pacienților. Sunt necesare și unele analize complementare ale nivelurilor hormonale, cum ar fi estradiol sau progesteron, și creșterea foliculară pot fi evaluate folosind ultrasonografia ginecologică . Timpul necesar de stimulare este variabil, de obicei sunt necesare 8-12 zile de injecții. Ovulația spontană în timpul ciclului este prevenită prin utilizarea Agoniștii GnRH (aGnRH) sau antagoniștii GnRH (agGnRH), care blochează creșterea spontană a hormonului luteinizant (LH). Cu toate acestea, agoniștii GnRH diferă de antagoniști în principal pentru că efectul lor nu este imediat, ci în schimb declanșează o creștere a FSH și LH în primă instanță (efect de erupție), producând un bloc ulterior în eliberarea de gonadotropine prin saturarea receptorului GnRH a cascadă de activare.
Cu toate acestea, există diferite protocoale de stimulare. În prezent, un analog FSH recombinant este de asemenea, utilizat ca stimulent al ovulației. Această moleculă conține un fragment de gonadotropină corionică umană, care îi conferă un profil farmacocinetic foarte favorabil, scăzând dozele de medicament în comparație cu FSH convențional.
Practic, dacă echipa optează pentru un tratament cu aGnRH, poate alege între un protocol scurt și unul lung:
- Protocol lung: agoniștii GnRH sunt administrați pacientului cu câteva zile înainte de noul ciclu și în timpul administrării de gonadotropine exogene. Printre multiplele sale avantaje, se remarca faptul ca, odata cu acesta, este asigurata ne eliberarea prematura de LH, asigurand lipsa de ovulatie prematura. La rândul său, acest fapt permite embriologului să planifice data captării foliculare fără marjă de eroare. Pe de altă parte, asigură sincronizarea dezvoltării foliculilor. Din păcate, odată cu aplicarea acestui protocol, probabilitatea apariției sindromului de hiperstimulare ovariană (SHO) este înmulțită și este necesar sprijinul fazei luteale (administrare de progesteron), precum și o cantitate mai mare de gonadotropine.
- Protocol scurt: agoniștii GnRH încep să fie administrați în primele zile ale ciclului, aproape în același timp cu gonadotropinele exogene. Principala virtute a acestei proceduri este că obține rezultate mai bune la femeile cu un răspuns scăzut, deși acest fapt nu a fost încă pe deplin demonstrat. Pe de altă parte, aplicarea acestui protocol multiplică riscul de creștere a LH (inducând astfel ovulația precoce) și nu permite dezvoltarea sincronă a foliculilor. Pe scurt, se stabilește mult mai puțin control asupra dezvoltării foliculare.

Pe de altă parte, atunci când se folosesc antagoniști GnRH, se stabilește un singur protocol, în care substanța blocantă este administrată la câteva zile după începerea ciclului, în același timp cu gonadotropine recombinate sau purificate din urină.

### Extragerea ovocitelor
Când maturarea foliculului este considerată adecvată, pacientului i se administrează gonadotropină corionica umană (β-hCG) sau un agonist GnRH . Primul acționează ca un analog al hormonului luteinizant (LH); în timp ce al doilea induce o injectare a hormonului luteinizant (LH) în sine. În ambele cazuri, medicamentul va provoca ovulația la aproximativ 38 de ore după injectare, dar procedura de retragere are loc chiar înainte de a se produce acest lucru, la 36 de ore.
Recuperarea ovocitelor se efectuează transvaginal, cu ajutorul unui ac ghidat cu ultrasunete, care perforează peretele vaginal pentru a ajunge la ovare. Un medic aspiră foliculii cu ajutorul unui scaner cu ultrasunete și colectează lichidul folicular în tuburi care vor fi introduse într-un termobloc (37 grade) până ajung la laborator. Lichidul folicular este un lichid gălbui, seros, care conține limfocite și celule granuloase individuale sau în grupuri, cu sau fără ovocite. Pe măsură ce ovarul este perforat, lichidul folicular devine roșu (sângeros) din cauza sângerării de la puncție. Sângele este toxic pentru ovocit deoarece conține mulți anticorpi, așa că odată ce puncția este terminată va trebui îndepărtat. Această etapă se desfășoară în laborator, unde lichidul de puncție este prelucrat pentru a recupera ovocitele conținute în lichid; in acest fel se vor obtine ovocitele, se vor spala si se vor clasifica dupa morfologia lor. Aceste trei etape trebuie efectuate în cel mai scurt timp posibil pentru a evita efectul temperaturii, la care ovocitele sunt foarte sensibile, și deteriorarea cauzată de lichidul sanguin.
Ovocitul este elementul cel mai sensibil la temperatură din întregul laborator. Trebuie să fie la 37 °C în incubator, așa că o diferență de un singur grad este suficientă pentru ca ovocitul să se deterioreze. De fapt, dacă scade sub 34 °C, fusul meiotic se va depolimeriza, iar când revine la formă poate crea anomalii cromozomiale, astfel încât ovocitul va fi fecundabil, dar nu va da naștere unui embrion normal.
Astfel, odată ce ovocitele au fost extrase, proba este vizualizată la microscop optic pentru a selecta clusterele ooforice. Apoi, acestea sunt curățate de celulele granuloasei pentru a rămâne doar cu ovocitul. Acest proces este cunoscut sub numele de denudare.

#### Medii
în timpul acestui proces sunt utilizate diferite medii de cultură cu compoziție diferită:
- În tuburi 0,1 ml de mediu tamponat (HEPES) cu heparină pentru a preveni formarea cheagurilor.
- Mediul HEPES (care trebuie să fie într-un cuptor la 37 °C cu o zi înainte de a fi utilizat) va acumula temporar bulgări în timp ce se efectuează puncția. De asemenea, va fi folosit pentru a spăla și a reduce dimensiunea aglomerări înainte de a merge la incubator.
- Plăci de cultură cu un mediu simplu bogat în glucoză (de exemplu HTF + HSA 10 mg/ml) pentru a le menține în incubator la 5% dioxid de carbon. Mediul trebuie să fie din ziua anterioară utilizării în incubator la 37 °C și 5% dioxid de carbon.

In mod normal, pentru a evita contaminatia externa, evaporarea rapida a mediului, si pentru a mentine caldura, se adauga un ulei special pe placa petri, si in aceasta se introduc picaturi de mediu hidrofil, unde se mentine ovocitul.
Puncțiile sunt programate în mod normal la fiecare 30 de minute, deși căutarea ovocitelor nu durează de obicei mai mult de 15 minute. În aceste procese se folosește anestezie locală, generală sau parțială pentru a evita durerea produsă de puncție. Chiar și fara anestezie, procesul nu este de obicei dureros.
Morfologie: pentru a observa bine ovocitul, acesta trebuie plasat într-o cantitate foarte mică de mediu pentru a răspândi celulele granuloasei.

### Fertilizare
Odată ajuns în laborator, complexele coroanei de cumulus de ovocite extrase sunt spălate în mediu HEPES pentru a menține pH-ul, tăind celulele granuloase din jur și pregătindu-le pentru fertilizare. Ovocitele trebuie sa ramana in incubator cel putin 2 ore (mediu simplu bogat in glucoza), adica la aproximativ 38 de ore dupa inducerea ovulatiei, care ar fi momentul ovulatiei spontane (dar in mod normal inclusive 4 ore). Acest timp este necesar pentru a avea o maturare adecvată a ovocitului și pentru a simula condițiile naturale care apar în uter. Daca inseminarea se face inainte sau dupa aceasta perioada de timp, eficienta inseminarei va scadea.
Totodată, materialul seminal este pregătit pentru fertilizare, eliminând celulele inactive, lichidul seminal și se realizează capacitarea acestuia. Parametrii adecvați ai spermei calificate pentru FIV sunt: minim 1-3 milioane de spermatozoizi pe mililitru, mai mult de 40% spermatozoizi mobili progresivi și mai mult de 4% din formele normale (pentru un FIV conventional)  Dacă materialul seminal provine de la un donator, probabil că va fi pregătit înainte de a fi congelat și pus în carantină, iar atunci când este dezghețat va fi gata de utilizare. Concentrațiile mai mari de spermatozoizi pot provoca fertilizări anormale (polispermie), iar o concentrație mai mică de spermatozoizi poate provoca eșecuri de fertilizare.  
FIV conventional
Există diferite protocoale FIV. In FIV conventional materialul seminal și ovocitul sunt incubate împreună (într-un raport de aproximativ 75.000:1) într-un mediu de cultură simplu cu glucoză timp de aproximativ 18 ore. Ovocitul va fi fertilizat în primele 20 de minute de expunere. Pentru a fertiliza un ovocit, un singur spermatozoid nu este suficient, sunt necesare câteva zeci pentru a descompune zona pellucida (stratul celular protector). În acest sens, primul spermatozoid sosit nu este de obicei responsabil de fertilizare. După 16-18 ore se verifică fertilizarea , ceea ce ar fi trebuit să aibă loc deja.
ICSI
Dacă proba de material seminal are valori mai mici decât cele de mai sus, se folosește ICSI în loc de FIV. ICSI este cunoscut sub numele de injectare intracitoplasmică de spermatozoizi. Constă în injectarea directă a spermei în ovocit. Este cea mai eficientă tehnică, are o rat de fertilizare mai mare în comparație cu FIV convențional, de asta se foloseste atunci când spermatozoizii sunt grav afectați.
În timp ce cu ICSI 8/1000 ovocitele sunt fertilizate, cu FIV convențională sunt fertilizate doar 4-6/1000. Prin urmare, FIV este teoretic prima opțiune care trebuie încercată datorită similitudinii sale fiziologice, dar ICSI este în general preferată pentru eficiența sa.
Zigotul uman de la 15 până la 20 de ore după concepție rămâne în stadiul pronucleus (PN). Fertilizarea este considerată a fi corectă atunci când zigotul are doi NP și doi corpusculi (CP). Uneori este dificil de interpretat CP și orice embrion cu două NP este evaluat ca fiind fertilizat corect. Orice altă combinație este considerată anormală și este eliminată.

## Cultura de embrioni
Odată ce oul a fost fertilizat și a fost obținut un zigot, acesta este cultivat pentru a promova diviziunea și creșterea celulară pentru a da naștere unui embrion. Această cultură durează între 5 și 7 zile și este foarte important ca ea să fie efectuată în condiții optime pentru embrion, deoarece de aceasta depinde calitatea și rata de implantare atunci când este transferat în uter.
În afară de aceasta, este, de asemenea, foarte important să controlezi condițiile de temperatură, lumină și pH. În unele cazuri în reproducerea asistată, se decide menținerea embrionului în cultură până în ziua 5 sau 6 în loc să-l transfere în ziua 3 cum e normal. Cultura lungă are unele avantaje precum selecția mai bună a embrionului sau creșterea ratei de implantare. Deși există și unele dezavantaje, cum ar fi riscul ridicat de blocare a embrionului.

## Legături externe
- en UK IVF clinics and statistics, Human Fertilisation and Embryology Authority
- en US information, statistics, and lists on assisted reproductive technology, Centers for Disease Control and Prevention